# Aderus chiriquensis
Aderus chiriquensis es una especie de coleóptero de la familia Aderidae. Fue descrita científicamente por George Charles Champion en 1890.

## Distribución geográfica
Habita en Panamá.